# Divize E 2006/2007
V soubojích 16. ročníku Moravskoslezské divize E 2006/07 (jedna ze skupin 4. fotbalové ligy) se utkalo 16 týmů každý s každým dvoukolovým systémem podzim–jaro. Tento ročník odstartoval v sobotu 12. srpna 2006 úvodními pěti zápasy 1. kola a skončil v neděli 17. června 2007 zbývajícími dvěma zápasy 29. kola (kompletní 30. kolo bylo předehráno již v úterý 8. května 2007).

## Nové týmy v sezoně 2006/07
- Ze II. ligy 2005/06 sestoupilo do Divize E mužstvo SK Hanácká Slavia Kroměříž, klub prodal druholigovou licenci Opavě (vítěz Přeboru Moravskoslezského kraje 2005/06).[2]
- Z Divize D 2005/06 přešla mužstva TJ FS Napajedla a FC TVD Slavičín.
- Z MSFL 2005/06 sestoupilo do Divize E mužstvo FK Bystřice pod Hostýnem.
- Z Přeboru Moravskoslezského kraje 2005/06 postoupilo mužstvo TJ Jiskra Rýmařov (2. místo) a  Lokomotiva Petrovice (3. místo).[2]
- Z Přeboru Zlínského kraje 2005/06 postoupilo vítězné mužstvo SK Spartak Hulín a FC Viktoria Otrokovice (4. místo).[3]

## Konečná tabulka
Zdroj: 
| Poř. | Tým                              | Z  | V  | R  | P  | VG | OG | B  |
| ---- | -------------------------------- | -- | -- | -- | -- | -- | -- | -- |
| 1.   | SK Hanácká Slavia Kroměříž (S)   | 30 | 23 | 4  | 3  | 77 | 22 | 73 |
| 2.   | SK Dětmarovice                   | 30 | 14 | 10 | 6  | 54 | 38 | 52 |
| 3.   | SK Spartak Hulín (N)             | 30 | 14 | 9  | 7  | 56 | 27 | 51 |
| 4.   | TJ FS Napajedla                  | 30 | 14 | 8  | 8  | 42 | 35 | 50 |
| 5.   | FC TVD Slavičín                  | 30 | 14 | 6  | 10 | 64 | 34 | 48 |
| 6.   | TJ Jiskra Rýmařov (N)            | 30 | 13 | 3  | 14 | 46 | 59 | 42 |
| 7.   | FC Viktoria Otrokovice (N)       | 30 | 9  | 13 | 8  | 40 | 36 | 40 |
| 8.   | SK Kravaře                       | 30 | 11 | 7  | 12 | 44 | 47 | 40 |
| 9.   | FK Slavia Orlová-Lutyně          | 30 | 10 | 10 | 10 | 38 | 35 | 40 |
| 10.  | FC Velké Karlovice + Karolinka   | 30 | 10 | 8  | 12 | 40 | 56 | 38 |
| 11.  | FK Bystřice pod Hostýnem (S)     | 30 | 9  | 11 | 10 | 45 | 49 | 38 |
| 12.  | SK Beskyd Frenštát pod Radhoštěm | 30 | 9  | 8  | 13 | 34 | 45 | 35 |
| 13.  | FK Avízo Město Albrechtice       | 30 | 8  | 8  | 14 | 36 | 44 | 32 |
| 14.  | FK Baník Albrechtice             | 30 | 8  | 7  | 15 | 39 | 56 | 31 |
| 15.  | FC IRP Český Těšín               | 30 | 8  | 4  | 18 | 45 | 79 | 28 |
| 16.  | TJ Lokomotiva Petrovice (N)      | 30 | 4  | 8  | 18 | 36 | 74 | 20 |

Poznámky:
- Z = Odehrané zápasy; V = Vítězství; R = Remízy; P = Prohry; VG = Vstřelené góly; OG = Obdržené góly; B = Body; (S) = Mužstvo sestoupivší z vyšší soutěže; (N) = Mužstvo postoupivší z nižší soutěže (nováček)
- O pořadí na 7. až 9. místě rozhodla minitabulka vzájemných zápasů.[1]
- O pořadí na 10. a 11. místě rozhodla bilance vzájemných zápasů: VKK - Bystřice pod Hostýnem 1:0, Bystřice pod Hostýnem - VKK 1:1.[1]

|  | Postup MSFL 2007/08                                             |
|  | Přechod do Divize D 2007/08                                     |
|  | Přihláška do I. A třída Moravskoslezského kraje – sk. B 2007/08 |
|  | Sestup do Přeboru Moravskoslezského kraje 2007/08               |